# ESV Lok Erfurt
Der ESV Lokomotive Erfurt 1927 ist ein deutscher Sportverein aus Erfurt. Die Fußballabteilung der Thüringer steht in der Tradition des Reichsbahn TSV Erfurt. Das Stadion des Vereins befindet sich an der Wilhelm-Busch-Straße in der Reichsbahnsiedlung im Stadtteil Daberstedt.

## Sektion Fußball

Historisches Logo von Lok Erfurt (1978 bis 1990)

Lok Erfurt wurde im Jahr 1927 unter der Bezeichnung Reichsbahn-Turn- und Sportverein Erfurt gegründet. Der Club agierte bis 1945 innerhalb des mitteldeutschen Fußballs stets unterklassig, etwaige Teilnahmen an der Gauliga Mitte fanden nicht statt.
1945 wurde der Verein aufgelöst und als SG Reichsbahn Erfurt neu gegründet. In der Folgezeit wurden bis 1949 weitere Umbenennungen in SG Nordstern Erfurt sowie SG Lokomotive Erfurt vollzogen. Mit dem Einstieg der Sportvereinigung Lokomotive und der Deutschen Reichsbahn als Trägerbetrieb fungierte die BSG bis zur Wende als BSG Lokomotive Erfurt.
Auf sportlicher Ebene war Lok Erfurt kurzzeitig in der dritt- bzw. viertklassigen Bezirksliga Erfurt vertreten, spielte um den Aufstieg zur DDR-Liga aber keine Rolle. Größter Erfolg der Vereinsgeschichte war die einmalige Teilnahme am FDGB-Pokal 1974/75, in der die Lok nach Siegen über Motor Steinach und BSG Kali Werra Tiefenort in der zweiten Hauptrunde dem Cupverteidiger Carl Zeiss Jena mit 0:2 unterlag. Ende der siebziger Jahre versank Lok Erfurt wieder in der Bedeutungslosigkeit des DDR-Fußballs.
Mit dem Ausstieg des Trägerbetriebes zog sich Lok Erfurt 1991 vom Spielbetrieb zurück und startete im Folgejahr im Erfurter Stadtbereich. Seit dem Jahr 1992 fungiert der Verein als ESV Lok Erfurt, der Club agiert seitdem ausnahmslos unterklassig. 2009 gelang der Aufstieg in die Landesklasse (7. Liga), aus der man 2011 wieder absteigen musste. Derzeit (Stand: 2016/17) spielt die 1. Mannschaft in der neuntklassigen Kreisliga Erfurt-Sömmerda.

## Statistik
- Teilnahme FDGB-Pokal 1974/75 (2. HR 0:2 gegen Carl Zeiss Jena)
- Teilnahme Bezirksliga Erfurt: 1960, 1961/62 1963/64, 1973/74 bis 1977/78

## Personen
- Ronny Hebestreit begann seine Laufbahn bei Lok Erfurt.